# Арі (футболіст)
Арікленес да Сілва Феррейра (порт. Ariclenes da Silva Ferreira; нар. 11 грудня 1985, Форталеза), відомий за прізвиськом Арі (порт. Ari) — російський футболіст бразильського походження, нападник російського клубу «Краснодар».
Чемпіон Нідерландів.

## Клубна кар'єра
Народився 11 грудня 1985 року в місті Форталеза. Вихованець футбольної школи клубу «Форталеза». Дорослу футбольну кар'єру розпочав 2005 року в основній команді того ж клубу.
На початку 2006 року продовжив кар'єру у шведському «Кальмарі», у складі якого в дебютному для себе сезоні став не лише найкращим бомбардиром клубу з показником 15 голів у 23 матчах, але й переміг у суперечці бомбардирів шведського чемпіонату.
Влітку 2007 року перебрався до нідерландської першості, уклавши 5-річний контракт з місцевим АЗ (Алкмар), якому трансфер форварда обійшовся у 4,5 млн євро. Відіграв за команду з Алкмара наступні 2,5 сезону своєї ігрової кар'єри, зокрема, допомігши команді вибороти титул чемпіонів країни в сезоні 2008/2009, а згодом й виграти у матчі за Суперкубок Нідерландів. Втім, невдовзі нідерландський клуб втратив основного спонсора, до того ж головний тренер команди Рональд Куман не розглядав Арі основним гравцем, тому гравець почав займатися пошуками нового місця працевлаштування.
У лютому 2010 року уклав чотирирічний контракт з московським «Спартаком». Досить швидко став регулярно потрапляти до основного складу команди та забивати голи, втім багато ігор пропускав через травми. По завершенні сезону 2012/13 дістав пропозицію подовжити діючий контракт, яку не прийняв, через що був відправлений до команди дублерів.
Влітку 2013 року контракт бразильця викупив інший російський клуб, «Краснодар», сплативши з нього 2 млн євро.
Влітку 2021 року закінчився термін контракту Арі з «Краснодаром». Футболіст не зміг домовитися про умови з підмосковними «Хімками» і повернувся в Бразилію.

## Виступи за збірну
У 2005—2006 роках залучався до лав молодіжної збірної Бразилії.
26 липня 2018 року отримав російське громадянство.

## Статистика виступів

### Статистика клубних виступів
Станом на 1 серпня 2013 року:
| Сезон                        | Команда                      | Чемпіонат                    | Чемпіонат | Чемпіонат | Національний кубок | Національний кубок | Національний кубок | Континентальні кубки | Континентальні кубки | Континентальні кубки | Інші змагання | Інші змагання | Інші змагання | Усього | Усього |
| Сезон                        | Команда                      | Ліга                         | Ігор      | Голів     | Ліга               | Ігор               | Голів              | Ліга                 | Ігор                 | Голів                | Ліга          | Ігор          | Голів         | Ігор   | Голів  |
| ---------------------------- | ---------------------------- | ---------------------------- | --------- | --------- | ------------------ | ------------------ | ------------------ | -------------------- | -------------------- | -------------------- | ------------- | ------------- | ------------- | ------ | ------ |
| 2006                         | «Форталеза»                  | B                            | 6         | 5         | КБ                 | ?                  | ?                  | -                    | -                    | -                    | -             | -             | -             | 6      | 5      |
| 2006                         | «Кальмар»                    | A                            | 23        | 15        | КШ                 | ?                  | ?                  | -                    | -                    | -                    | -             | -             | -             | 23     | 15     |
| 2007                         | «Кальмар»                    | A                            | 12        | 3         | КШ                 | ?                  | ?                  | -                    | -                    | -                    | -             | -             | -             | 12     | 3      |
| Усього за «Кальмар»          | Усього за «Кальмар»          | Усього за «Кальмар»          | 35        | 18        |                    | ?                  | ?                  |                      | -                    | -                    |               | -             | -             | 35     | 18     |
| 2007–08                      | АЗ                           | E                            | 29        | 9         | КН                 | ?                  | ?                  | КУЄФА                | ?                    | ?                    | -             | -             | -             | 29     | 9      |
| 2008–09                      | АЗ                           | E                            | 20        | 9         | КН                 | ?                  | ?                  | -                    | -                    | -                    | -             | -             | -             | 20     | 9      |
| 2009-січ. 2010               | АЗ                           | E                            | 7         | 0         | КН                 | ?                  | ?                  | ЛЧ                   | 1                    | 0                    | СКН           | 0             | 0             | 8      | 0      |
| Усього за АЗ                 | Усього за АЗ                 | Усього за АЗ                 | 56        | 18        |                    | ?                  | ?                  |                      | 1                    | 0                    |               | 0             | 0             | 57     | 18     |
| 2010                         | «Спартак» (Москва)           | ПЛ                           | 24        | 7         | КР                 | 3                  | 1                  | ЛЧ+ЛЄ                | 4+2                  | 2+1                  | -             | -             | -             | 33     | 11     |
| 2011–12                      | «Спартак» (Москва)           | ПЛ                           | 38        | 10        | КР                 | 0                  | 0                  | ЛЄ                   | 2                    | 2                    | -             | -             | -             | 40     | 12     |
| 2012–13                      | «Спартак» (Москва)           | ПЛ                           | 15        | 3         | КР                 | 2                  | 0                  | ЛЧ                   | 7                    | 1                    | -             | -             | -             | 24     | 4      |
| Усього за «Спартак» (Москва) | Усього за «Спартак» (Москва) | Усього за «Спартак» (Москва) | 77        | 20        |                    | 5                  | 1                  |                      | 15                   | 6                    |               |               |               | 97     | 27     |
| Усього за кар'єру            | Усього за кар'єру            | Усього за кар'єру            | 174       | 61        |                    | 5                  | 1                  |                      | 16                   | 6                    |               | 0             | 0             | 195    | 68     |

## Титули і досягнення

### Командні
- Володар Кубка Швеції (1):

«Кальмар»: 2007
- Чемпіон Нідерландів (1):

АЗ: 2008–09
- Володар Суперкубка Нідерландів (1):

АЗ: 2009
- Чемпіон Росії (1)

«Локомотив» (Москва): 2017–2018
- Володар Кубка Росії (1):

«Локомотив» (Москва): 2016-17

### Особисті
Найкращий бомбардир чемпіонату Швеції (1):
2006 (15)